# Junia Petronia
Junia Petronia va ser una llei romana de l'any 60, proposada pels cònsols JuniCalpurni Pisó Cesoní i Petroni Turpilià, que determinava que si en un judici els jutges estaven dividits sobre la sentència en nombre igual, s'havia d'aplicar el benefici del dubte a favor de l'encausat (in dubito, pro reo). També determinava que els amos no podien llençar arbitràriament als seus esclaus a les feres.